# Žorž Perek
Žorž Perek (fr. Georges Perec, :  ili ; Pariz, 7. mart 1936 — Ivri sir Sen, 3. mart 1982) bio je poznati francuski pisac, sineast i esejista.

## Biografija
Rođen je u Parizu 1936. godine. Studirao je istoriju. Radio je kao dokumentarista i sarađivao je sa časopisama Lettres nouvelles, NRF, Partisans i Cause commune. Za svoju prvu knjigu Stvari dobio je nagradu Remado 1965. Snimio je filmove Čovek koji spava (za koji je dobio nagradu Žan Vigo 1973), Mesta jednog bekstva, Gistav Flober, Priče sa ostrva Elis...
Između ostalih, 1969. napisao i roman La Disparation sa nekih 300 strana bez upotrebe slova e. Tekstovi bez jednog ili više slova se nazivaju lipogramima. Roman je preveden na više jezika, takođe bez upotrebe slova e.
Perek je bio član društva pjesnika OuLiPo.

## Literatura
Biografije
Kritike

## Spoljašnje veze
- (jezik: francuski)
- (jezik: francuski)
- (jezik: engleski)
- Архивирано на веб-сајту  (16. март 2012) (jezik: francuski)
- (jezik: engleski)
- (jezik: engleski)
- Žorž Perek na sajtu  (jezik: engleski) 
  -  (jezik: francuski)
  -  (jezik: francuski)
  -  (jezik: francuski)
- (jezik: španski)
- (jezik: španski)